# Diecezja Tuticorin
Diecezja Tuticorin – diecezja rzymskokatolicka w Indiach. Została utworzona w 1923 z terenu diecezji Trichinopoly.

## Ordynariusze
- Francesco Tiburzio Roche, S.J. (1923–1953)
- Thomas Fernando (1953–1970)
- Ambrose Mathalaimuthu (1971–1979)
- Siluvaimathu Teresanathan Amalnather (1980–1999)
- Peter Fernando (1999–2003)
- Yvon Ambroise (2005–2019)
- Stephen Antony Pillai (od 2019)